# Ant-Zen
Ant-Zen — немецкий независимый лейбл звукозаписи, основанный в 1994 году Штефаном Альтом (S.Alt). Название лейбла происходит от словосочетания «Anti zensur» (анти-цензура), своеобразного девиза лейбла.
Специализируясь на power-noise, rhythmic noise и power electronics Ant-Zen со временем стал синонимом и эталоном этих стилей.
На лейбле выпускались такие проекты как:
- Deutsch Nepal
- Merzbow
- Lustmord
- :Wumpscut:
- Noisex
- P.A.L.
- Iszoloscope
- Synapscape
- Converter
- Sonic Area
- Telepherique
- Con-Dom
- Contagious Orgasm
- Aube
- Imminent Starvation
- Maeror Tri
- Muslimgauze
- Black lung
- Bipol
- David Thrussell
- Genetic Selection
- Genevieve Pasquier
- Moctan
- Gjoll
- Monokrom
- This Morn' Omina
- Ah Cama-Sotz
- Anatoly Grinberg
- Massaith
- Flint Glass
- Anatoly Grinberg and Andreas Davids
- Anatoly Grinberg and Mark Spybey
- Gnome and Spybey

Помимо музыки, лейбл также специализируется на фотографии.

## Подлейблы Ant-Zen
- Bazooka Joe
- Delikatessen Records
- Duebel
- Flatline Records
- Flyco
- Hymen Records
- Mirex

## CD-диски Ant-Zen/Hymen
- Дистрибуция Ant-Zen/Hymen в России